# The Chronic
The Chronic er Dr. Dre's debutalbum, som udkom i 1992 på pladeselskabet Death Row Records, som Dr. Dre var med til at skabe. Pladen var med til at skabe genren G-Funk (Gangsta-Funk), som er en undergenre til Gangsta-rap, hvor der bruges samplinger af gamle soul og funksange, fra grupper som Parliament og Funkadelic. Pladen indeholdte flere verbale angreb mod rapperen Eazy-E, som også havde været med i hip hop-gruppen N.W.A sammen med Dr. Dre. 

## Sange
- 1. The Chronic (Intro)
- 2. Fuck Wit Dre Day (And Everybody's Celebratin')
- 3. Let Me Ride
- 4. Day The Niggaz Took Over
- 5. Nuthin' But A "G" Thang
- 6. Deeez Nuuuts
- 7. Lil' Ghetto Boy
- 8. Nigga Witta Gun
- 9. Rat-Tat-Tat-Tat
- 10.$20 Sack Pyramid
- 11. Lyrical Gangbang
- 12. High Powered
- 13. Doctor's Office
- 14. Stranded On Death Row
- 15. Roach (The Chronic Outro)
- 16. Bitches Ain't Shit